# Белинограф
Белинограф је телефотографски апарат за пренос фотографија, цртежа или текстова на веће удаљености помоћу телефонске везе. Изумео га је француски инжењер и иноватор Едуард Белин (Édouard Belin - 1876–1963) почетком 20. века.
Репродукција примљена белинографом зове се белинограм.
Први телефото пренос, од Париза, преко Лиона до Бордоа и назад у Париз, Белин је реализовао 1907. године, користећи сопствени проналазак. Прва трансатлантска трансмисија реализована је 1921. године између Анаполис у Мериленду и Белинијеве лабораторије у Ла Малмезону у Француској. Током 30-их и 40-их година 20. века белинограф је био готово једини апарат који су европски новински медији користили за пренос слике, а термин "Белино" ушао је у општу употребу за све врсте преноса слика. У Британији се белинограф користи од 1928. године.
У Београду је, први пут на Балкану, белинограф тестиран у Министарству пошта марта 1937. Едуард Белин је лично, возом из Берлина, 1938. послао апарат који је монтиран у згради Поште у Таковској улици у Београду и коришћен је до 50-их година 20. века. Раније су белинограми доношени авионом из Беча, а Београд је добио белинограф убрзо након пуштања у рад телеграфског кабла Игало - Марсеј.

## Галерија слика
- Едуард Белин
- Белинограф, модел BEP-2V
- Белинограф, модел CnAM 18774
- Детаљ белинографа B.R.N. 1936 који се налази у ПТТ музеју у Београду
- Ознака модела B.R.N. 1936